# Cecilia Brækhus
Cecilia Carmen Linda Brækhus (Cartagena de Indias, 28 settembre 1981) è una pugile norvegese.
Nel 2009 è diventata campionessa dei pesi welter WBA e WBC, e nel 2014 è stata la prima pugile donna a detenere contemporaneamente i titoli WBA, WBC, WBO e IBF, persi il 15 agosto 2020 dopo avere subito la sua prima sconfitta in carriera in 37 incontri fino allora disputati. Soprannominata la "First Lady" del pugilato, è considerata una delle migliori pugili di tutti i tempi.

## Biografia
Nativa della Colombia, Cecilia Brækhus venne adottata all'età di tre anni da una coppia di genitori norvegesi.
Iniziò la sua carriera sportiva praticando la kickboxing all'età di 14 anni, diventando in seguito campionessa mondiale ed europea in questa disciplina. All'età di 22 anni passò al pugilato e nel 2004 fu vicecampionessa europea dei pesi superleggeri; l'anno successivo vinse l'oro nella stessa categoria. Nel 2005 partecipò anche ai Campionati mondiali laureandosi vicecampionessa.
Nel 2007 Brækhus intraprese la carriera professionistica firmando un contratto con il promoter tedesco Wilfried Sauerland. Con un record di 10 vittorie in altrettanti incontri, il 14 marzo 2009 affrontò l'ancora imbattuta pugile danese Vinni Skovgaard conquistando i titoli vacanti WBC e WBA dei pesi welter. L'anno dopo, durante la sua terza difesa dei titoli WBC e WBA, vinse anche il titolo WBO sconfiggendo la statunitense Victoria Cisneros.
Nel corso degli anni Cecilia Brækhus confermò la sua imbattibilità e il 13 settembre 2014 divenne la prima atleta donna a detenere contemporaneamente i titoli WBC, WBA, WBO e IBF dopo avere sconfitto a Copenaghen l'allora campionessa IBF Ivana Habazin.
Il suo regno si concluse subendo la prima sconfitta in carriera il 15 agosto 2020 contro la statunitense Jessica McCaskill, che prevalse per decisione unanime sulla distanza di dieci riprese. In caso di vittoria, con 26 difese del titolo, Brækhus avrebbe battuto il record assoluto del maggior numero di difese consecutive detenuto da Joe Louis. Al termine dell'incontro la pugile norvegese prese in considerazione l'idea di ritirarsi, ma nel settembre 2020 fu annunciato un nuovo incontro tra le due pugili previsto agli inizi del 2021.